# Miguel Ángel Angulo Valderrey
Miguel Ángel Angulo Valderrey (Oviedo, Astúries, 23 de juny de 1977) és un exfutbolista asturià. Jugava de centrecampista o davanter i el seu últim equip va ser l'Sporting de Portugal.

## Carrera esportiva
Aquest jugador es va formar al planter del Real Sporting de Gijón però va ser reclutat en edat juvenil pel València CF. Després de passar una temporada a l'equip filial, el València CF Mestalla va ser cedit al Vila-real CF, aleshores en segona on va destacar al marcar nou gols.
En acabar aquesta temporada fou repescat per a la primera plantilla del València CF. Malgrat que als seus inicis jugava com a davanter centre o segona punta, arribant a aconseguir acceptables marques golejadores al final de la campanya, a poc a poc va anar reconvertint la seua posició a la d'interior dret.
És aquí on va jugar la majoria de partits, si bé la seua polivalència li ha fet ocupar quasi totes les demarcacions al camp, arribant a alinear-se en qualsevol posició de la davantera i en les bandes tant la dreta com l'esquerra, ja sigui a la defensa o al mig del camp.
Malgrat no posseir una gran tècnica individual, aquesta queda suplida amb un gran esforç físic, essent més aviat un interior amb capacitat d'arribada que un passador.
Durant tota la seua estada al València CF mai ha començat una temporada com a titular, però a la fi si no acaba jugant de titular almenys si acaba disputant una gran quantitat de partits en una o altra posició.
El 30 d'agost de 2009 l'Sporting de Portugal fa oficial el fitxatge d'Ángulo.

### Selecció espanyola
Va debutar com a internacional amb la selecció espanyola el 17 de novembre de 2004 en un partit en el qual Espanya va guanyar a Anglaterra per ú a zero en un partit jugat a Madrid.
Va formar part de la selecció que va guanyar la medalla de plata en la Olimpiada de Sidney 2000. També ha estat campió europeu amb la selecció sub-21 al 1998 i sub-18 al 1995.

## Clubs
| Club                 | Any       |
| -------------------- | --------- |
| València CF Mestalla | 1995-1996 |
| Vila-real CF         | 1996-1997 |
| València CF          | 1997-2009 |
| Sporting de Portugal | 2009      |

## Palmarès

### Campionats estatals
| Títol               | Club        | Any       |
| ------------------- | ----------- | --------- |
| Copa del Rei        | València CF | 1999      |
| Supercopa d'Espanya | València CF | 1999      |
| Lliga               | València CF | 2001-2002 |
| Lliga               | València CF | 2003-2004 |
| Copa del Rei        | València CF | 2008      |

### Campionats internacionals
| Títol                              | Equip              | Any  |
| ---------------------------------- | ------------------ | ---- |
| Copa de la UEFA                    | València CF        | 2004 |
| Supercopa d'Europa                 | València CF        | 2004 |
| Medalla de plata als Jocs Olímpics | Selecció espanyola | 2000 |
| Campionat d'Europa sub-21          | Selecció espanyola | 1998 |
| Campionat d'Europa sub-18          | Selecció espanyola | 1995 |